# Liga de Voleibol Superior Femenino 2011
La Liga de Voleibol Superior Femenino 2011, iniziata il 26 gennaio e conclusasi il 14 maggio 2011, è il quarantatreesimo campionato di pallavolo femminile portoricano  di massima divisione. La vittoria finale è andata, per l'ottava volta, alle Criollas de Caguas.

## Regolamento
La competizione prevede che le dieci squadre partecipanti si sfidino, per circa due mesi, senza un calendario rigido, fino a disputare ventidue partite ciuscuna. Le prime otto classificate prendono parte ai quarti di finale, affrontandosi divise in due gironi da quattro squadre ciascuno, da cui le prime prime due classificate accedono alle semifinali e successivamente alla finale. Non sono previste retrocessioni.

## Squadre partecipanti
| - Criollas de Caguas - Gigantes de Carolina - Indias de Mayagüez - Lancheras de Cataño - Leonas de Ponce | - Llaneras de Toa Baja - Mets de Guaynabo - Pinkin de Corozal - Vaqueras de Bayamón - Valencianas de Juncos |

## Campionato

### Regular season

#### Risultati
| Risultati Regular season |                   |     |                                   |
|                          |                   |     |                                   |
| 26-01                    | Bayamón-Cataño    | 3-1 | 21-25, 25-23, 29-27, 25-17        |
| 27-01                    | Carolina-Caguas   | 0-3 | 17-25, 23-25, 20-25               |
| 27-01                    | Mayagüez-Ponce    | 3-0 | 25-19, 25-16, 25-18               |
| 27-01                    | Guaynabo-Toa Baja | 3-2 | 25-22, 18-25, 16-25, 25-14, 1-10  |
| 28-01                    | Corozal-Juncos    | 3-2 | 24-26, 20-25, 25-14, 31-29, 15-12 |
| 29-01                    | Caguas-Bayamón    | 3-1 | 28-26, 20-25, 25-22, 25-13        |
| 29-01                    | Ponce-Guaynabo    | 3-2 | 25-20, 15-25, 16-25, 25-20, 15-13 |
| 29-01                    | Cataño-Carolina   | 3-0 | 25-14, 25-19, 29-27               |
| 30-01                    | Juncos-Mayagüez   | 0-3 | 21-25, 21-25, 17-25               |
| 30-01                    | Toa Baja-Corozal  | 3-1 | 25-17, 27-25, 21-25, 26-24        |
| 01-02                    | Bayamón-Ponce     | 3-0 | 25-18, 25-15, 25-18               |
| 02-02                    | Guaynabo-Caguas   | 3-1 | 25-18, 24-26, 25-21, 25-18        |
| 02-02                    | Mayagüez-Toa Baja | 3-1 | 25-14, 25-21, 23-25, 25-20        |
| 03-02                    | Carolina-Juncos   | 3-0 | 26-24, 29-27, 25-23               |
| 03-02                    | Corozal-Cataño    | 1-3 | 25-20, 24-26, 13-25, 24-26        |
| 04-02                    | Caguas-Mayagüez   | 3-1 | 27-25, 23-25, 25-19, 25-13        |
| 05-02                    | Ponce-Corozal     | 3-0 | 25-21, 26-24, 25-21               |
| 05-02                    | Toa Baja-Carolina | 3-1 | 25-11, 25-16, 20-25, 25-20        |
| 05-02                    | Juncos-Bayamón    | 0-3 | 21-25, 21-25, 24-26               |
| 06-02                    | Cataño-Guaynabo   | 3-2 | 25-23, 22-25, 20-25, 25-23, 15-10 |
| 08-02                    | Mayagüez-Corozal  | 3-1 | 25-21, 25-23, 22-25, 25-15        |
| 09-02                    | Juncos-Cataño     | 3-0 | 25-23, 25-20, 25-14               |
| 09-02                    | Ponce-Caguas      | 0-3 | 17-25, 21-25, 19-25               |
| 10-02                    | Bayamón-Carolina  | 3-1 | 25-19, 32-30, 24-26, 25-23        |
| 10-02                    | Guaynabo-Mayagüez | 3-2 | 27-29, 22-25, 25-23, 25-21, 15-13 |
| 11-02                    | Cataño-Toa Baja   | 3-2 | 17-25, 25-12, 14-25, 27-25, 15-12 |
| 12-02                    | Caguas-Juncos     | 3-0 | 25-15, 25-18, 32-30               |
| 12-02                    | Carolina-Ponce    | 2-3 | 24-26, 25-20, 25-11, 19-25, 16-18 |
| 12-02                    | Corozal-Guaynabo  | 1-3 | 19-25, 16-25, 25-22, 20-25        |
| 13-02                    | Toa Baja-Bayamón  | 3-0 | 25-21, 25-8, 25-23                |
| 15-02                    | Guaynabo-Carolina | 3-2 | 25-22, 26-28, 19-25, 25-14, 15-9  |
| 16-02                    | Juncos-Toa Baja   | 2-3 | 25-22, 22-25, 21-25, 25-15, 11-15 |
| 16-02                    | Cataño-Ponce      | 3-0 | 25-21, 25-17, 25-20               |
| 17-02                    | Carolina-Mayagüez | 3-2 | 25-21, 25-23, 21-25, 19-25, 25-13 |
| 18-02                    | Ponce-Juncos      | 3-0 | 25-0, 25-0, 25-0                  |
| 18-02                    | Toa Baja-Caguas   | 2-3 | 25-23, 15-25, 25-23, 16-25, 14-16 |
| 18-02                    | Corozal-Bayamón   | 3-1 | 22-25, 25-23, 25-19, 25-14        |
| 19-02                    | Mayagüez-Cataño   | 3-1 | 15-25, 25-21, 26-24, 25-13        |
| 20-02                    | Caguas-Corozal    | 3-0 | 25-23, 25-21, 25-13               |
| 22-02                    | Cataňo-Caguas     | 2-3 | 25-19, 17-25, 30-28, 23-25, 8-15  |
| 22-02                    | Bayamón-Guaynabo  | 3-0 | 25-18, 25-19, 25-23               |
| 23-02                    | Corozal-Carolina  | 3-0 | 25-20, 25-20, 26-24               |
| 23-02                    | Ponce-Toa Baja    | 3-2 | 25-23, 10-25, 14-25, 25-18, 15-7  |
| 24-02                    | Guaynabo-Juncos   | 3-1 | 23-25, 25-20, 25-15, 25-13        |
| 24-02                    | Mayagüez-Bayamón  | 3-0 | 28-26, 25-21, 25-12               |
| 25-02                    | Caguas-Carolina   | 3-1 | 28-26, 25-20, 23-25, 25-16        |
| 26-02                    | Juncos-Corozal    | 3-1 | 22-25, 27-25, 25-15, 25-23        |
| 26-02                    | Cataño-Bayamón    | 3-2 | 22-25, 25-18, 25-22, 22-25, 16-14 |
| 26-02                    | Toa Baja-Guaynabo | 3-1 | 15-25, 25-18, 25-18, 25-22        |
| 27-02                    | Mayagüez-Ponce    | 0-3 | 17-25, 23-25, 14-25               |
| 01-03                    | Carolina-Cataño   | 1-3 | 20-25, 25-22, 20-25, 22-25        |
| 02-03                    | Bayamón-Caguas    | 0-3 | 25-27, 22-25, 17-25               |
| 02-03                    | Corozal-Toa Baja  | 2-3 | 27-25, 20-25, 25-21, 25-27, 15-17 |
| 03-03                    | Mayagüez-Juncos   | 3-2 | 21-25, 21-25, 25-18, 25-14, 15-7  |
| 03-03                    | Ponce-Guaynabo    | 3-1 | 25-22, 21-25, 25-15, 25-21        |

| Risultati regular season |                   |     |                                   |
|                          |                   |     |                                   |
| 04-03                    | Cataño-Corozal    | 1-3 | 25-21, 15-25, 20-25, 18-25        |
| 05-03                    | Juncos-Carolina   | 3-1 | 21-25, 25-18, 25-22, 25-16        |
| 05-03                    | Toa Baja-Mayagüez | 0-3 | 19-25, 20-25, 23-25               |
| 05-03                    | Ponce-Bayamón     | 3-2 | 25-23, 24-26, 25-21, 27-29, 15-4  |
| 06-03                    | Caguas-Guaynabo   | 3-0 | 25-20, 25-20, 25-18               |
| 08-03                    | Corozal-Ponce     | 3-0 | 25-15, 25-19, 25-17               |
| 09-03                    | Guaynabo-Cataño   | 2-3 | 23-25, 20-25, 25-15, 25-15, 14-16 |
| 09-03                    | Bayamón-Juncos    | 3-1 | 18-25, 30-28, 25-20, 26-24        |
| 10-03                    | Carolina-Toa Baja | 3-2 | 25-17, 25-23, 16-25, 22-25, 15-12 |
| 10-03                    | Mayagüez-Caguas   | 1-3 | 25-19, 14-25, 21-25, 24-26        |
| 11-03                    | Cataño-Juncos     | 3-0 | 25-12, 25-21, 25-19               |
| 12-03                    | Carolina-Bayamón  | 3-1 | 22-25, 25-21, 25-15, 25-19        |
| 13-03                    | Corozal-Mayagüez  | 1-3 | 25-17, 27-29, 21-25, 21-25        |
| 15-03                    | Toa Baja-Cataño   | 0-3 | 18-25, 21-25, 20-25               |
| 15-03                    | Caguas-Ponce      | 3-0 | 25-18, 27-25, 25-19               |
| 16-03                    | Mayagüez-Guaynabo | 3-1 | 25-21, 25-16, 14-25, 25-16        |
| 17-03                    | Bayamón-Toa Baja  | 3-0 | 25-19, 25-17, 25-21               |
| 17-03                    | Ponce-Carolina    | 2-3 | 18-25, 25-22, 28-30, 25-20, 8-15  |
| 18-03                    | Guaynabo-Corozal  | 3-1 | 25-21, 25-21, 20-25, 25-16        |
| 18-03                    | Caguas-Juncos     | 3-0 | 25-22, 25-21, 25-23               |
| 19-03                    | Cataño-Mayagüez   | 0-3 | 23-25, 17-25, 20-25               |
| 19-03                    | Toa Baja-Ponce    | 3-2 | 23-25, 22-25, 27-25, 25-19, 15-10 |
| 20-03                    | Corozal-Caguas    | 3-2 | 25-20, 21-25, 27-29, 25-20, 15-9  |
| 21-03                    | Carolina-Guaynabo | 1-3 | 19-25, 25-21, 15-25, 22-25        |
| 22-03                    | Juncos-Ponce      | 3-0 | 25-16, 25-20, 25-21               |
| 23-03                    | Carolina-Corozal  | 0-3 | 21-25, 21-25, 19-25               |
| 23-03                    | Guaynabo-Bayamón  | 3-1 | 25-19, 20-25, 25-19, 25-12        |
| 24-03                    | Caguas-Toa Baja   | 3-1 | 25-19, 25-16, 22-25, 25-18        |
| 25-03                    | Mayagüez-Bayamóm  | 3-1 | 12-25, 25-17, 25-21, 25-18        |
| 25-03                    | Juncos-Guaynabo   | 3-1 | 25-23, 28-26, 21-25, 25-21        |
| 26-03                    | Caguas-Cataño     | 3-0 | 25-14, 25-15, 25-7                |
| 27-03                    | Mayagüez-Carolina | 2-3 | 25-18, 24-26, 25-20, 23-25, 9-15  |
| 27-03                    | Toa Baja-Juncos   | 3-1 | 27-25, 16-25, 25-19, 25-23        |
| 27-03                    | Bayamón-Corozal   | 0-3 | 15-25, 19-25, 13-25               |
| 29-03                    | Ponce-Cataño      | 1-3 | 23-25, 13-25, 26-24, 13-25        |
| 30-03                    | Guaynabo-Toa Baja | 3-2 | 25-16,23-25, 21-25, 25-16, 15-6   |
| 30-03                    | Carolina-Bayamón  | 1-3 | 22-25, 25-22, 22-25, 14-25        |
| 31-03                    | Juncos-Ponce      | 3-0 | 25-14, 25-22, 25-23               |
| 31-03                    | Corozal-Mayagüez  | 3-2 | 23-25, 25-20, 25-22, 24-26, 15-12 |
| 01-04                    | Bayamón-Guaynabo  | 0-3 | 19-25, 15-25, 18-25               |
| 01-04                    | Cataño-Carolina   | 3-1 | 25-22, 25-18, 25-21               |
| 02-04                    | Juncos-Caguas     | 0-3 | 24-26, 24-26, 26-28               |
| 02-04                    | Ponce-Mayagüez    | 3-1 | 19-25, 25-13, 25-16, 25-19        |
| 03-04                    | Guaynabo-Cataño   | 3-0 | 25-22, 25-23, 25-22               |
| 05-04                    | Toa Baja-Bayamón  | 3-0 | 25-19, 25-23, 25-20               |
| 06-04                    | Mayagüez-Caguas   | 1-3 | 18-25, 23-25, 25-18, 23-25        |
| 06-04                    | Cataño-Toa Baja   | 1-3 | 25-22, 24-26, 21-25, 16-25        |
| 06-04                    | Ponce-Corozal     | 0-3 | 20-25, 22-25, 22-25               |
| 07-04                    | Bayamón-Cataño    | 2-3 | 25-23, 23-25, 34-36, 25-19, 11-25 |
| 08-04                    | Caguas-Ponce      | 3-1 | 23-25, 25-19, 25-22, 25-19        |
| 08-04                    | Carolina-Toa Baja | 3-1 | 25-22, 22-25, 25-19, 25-18        |
| 08-04                    | Juncos-Corozal    | 2-3 | 25-20, 22-25, 25-23, 17-25, 7-15  |
| 10-04                    | Mayagüez-Juncos   | 3-1 | 25-17, 25-21, 23-25, 25-19        |
| 10-04                    | Cataño-Toa Baja   | 1-3 | 25-22, 24-26, 21-25, 16-25        |
| 10-04                    | Corozal-Caguas    | 0-3 | 18-25, 15-25, 16-25               |

#### Classifica
| Pos. | Squadra               | Pt | G  | V  | P  | SV | SP | Ratio | PF   | PS   | Ratio |
| ---- | --------------------- | -- | -- | -- | -- | -- | -- | ----- | ---- | ---- | ----- |
| 1    | Criollas de Caguas    | 42 | 22 | 20 | 2  | 63 | 17 | 3.706 | 1933 | 1645 | 1.175 |
| 2    | Indias de Mayagüez    | 36 | 22 | 14 | 8  | 54 | 33 | 1.636 | 1973 | 1835 | 1.075 |
| 3    | Mets de Guaynabo      | 36 | 22 | 14 | 8  | 51 | 39 | 1.308 | 2021 | 1852 | 1.091 |
| 4    | Lancheras de Cataño   | 35 | 22 | 13 | 9  | 45 | 40 | 1.125 | 1861 | 1869 | 0.996 |
| 5    | Llaneras de Toa Baja  | 33 | 22 | 11 | 11 | 47 | 45 | 1.044 | 1965 | 1972 | 0.996 |
| 6    | Pinkin de Corozal     | 33 | 22 | 11 | 11 | 42 | 43 | 0.977 | 1904 | 1877 | 1.014 |
| 7    | Vaqueras de Bayamón   | 30 | 22 | 8  | 14 | 35 | 46 | 0.761 | 1767 | 1875 | 0.942 |
| 8    | Leonas de Ponce       | 29 | 22 | 7  | 15 | 28 | 55 | 0.519 | 1663 | 1821 | 0.913 |
| 9    | Valencianas de Juncos | 28 | 22 | 6  | 16 | 30 | 51 | 0.588 | 1712 | 1872 | 0.915 |
| 10   | Gigantes de Carolina  | 28 | 22 | 6  | 16 | 30 | 57 | 0.526 | 1842 | 2023 | 0.911 |

| Ammesse ai play-off scudetto - Girone A | Ammesse ai play-off scudetto - Girone B |

### Play-off scudetto

#### Quarti di finale

##### Girone A

###### Round 1
| 12 aprile 2011, Mayagüez | Indias de Mayagüez | 3 - 1 | Vaqueras de Bayamón | 25-20, 25-19, 32-34, 25-21 |
| 12 aprile 2011, Corozal  | Pinkin de Corozal  | 3 - 1 | Mets de Guaynabo    | 25-18, 21-25, 25-19, 25-22 |

###### Round 2
| 14 aprile 2011, Corozal | Pinkin de Corozal   | 2 - 3 | Indias de Mayagüez | 21-25, 25-23, 25-23, 18-25, 12-15 |
| 14 aprile 2011, Bayamón | Vaqueras de Bayamón | 0 - 3 | Mets de Guaynabo   | 20-25, 22-25, 18-25               |

###### Round 3
| 16 aprile 2011, Mayagüez | Indias de Mayagüez | 0 - 3 | Mets de Guaynabo    | 24-26, 15-25, 19-25 |
| 16 aprile 2011, Corozal  | Pinkin de Corozal  | 3 - 0 | Vaqueras de Bayamón | 25-14, 25-18, 25-23 |

###### Round 4
| 18 aprile 2011, Guaynabo | Mets de Guaynabo    | 2 - 3 | Indias de Mayagüez | 25-13, 25-23, 25-19        |
| 18 aprile 2011, Bayamón  | Vaqueras de Bayamón | 1 - 3 | Pinkin de Corozal  | 25-21, 14-25, 22-25, 22-25 |

###### Round 5
| 20 aprile 2011, Mayagüez | Indias de Mayagüez | 1 - 3 | Vaqueras de Bayamón | 19-25, 29-27, 18-25, 17-25        |
| 24 aprile 2011, Guaynabo | Mets de Guaynabo   | 3 - 2 | Pinkin de Corozal   | 25-20, 25-17, 21-25, 27-25, 15-10 |

###### Round 6
| 26 aprile 2011, Mayagüez | Indias de Mayagüez | 3 - 1 | Pinkin de Corozal   | 25-17, 25-16, 17-25, 25-17       |
| 26 aprile 2011, Guaynabo | Mets de Guaynabo   | 3 - 2 | Vaqueras de Bayamón | 25-14, 25-10, 15-25, 22-25, 15-6 |

###### Classifica
| Pos. | Squadra             | Pt | G | V | P | SW | SL | Ratio | PF  | PS  | Ratio |
| ---- | ------------------- | -- | - | - | - | -- | -- | ----- | --- | --- | ----- |
| 1    | Mets de Guaynabo    | 11 | 6 | 5 | 1 | 17 | 6  | 2.833 | 531 | 450 | 1.180 |
| 2    | Indias de Mayagüez  | 10 | 6 | 4 | 2 | 12 | 11 | 1.091 | 525 | 503 | 1.044 |
| 3    | Pinkin de Corozal   | 9  | 6 | 3 | 3 | 13 | 12 | 1.083 | 544 | 544 | 1.000 |
| 4    | Vaqueras de Bayamón | 6  | 6 | 0 | 6 | 5  | 18 | 0.278 | 454 | 557 | 0.815 |

##### Girone B

###### Round 1
| 13 aprile 2011, Ponce  | Leonas de Ponce     | 0 - 3 | Criollas de Caguas   | 20-25, 15-25, 18-25               |
| 13 aprile 2011, Cataño | Lancheras de Cataño | 0 - 3 | Llaneras de Toa Baja | 25-17, 22-25, 30-28, 18-25, 10-15 |

###### Round 2
| 15 aprile 2011, Caguas | Criollas de Caguas | 3 - 0 | Llaneras de Toa Baja | 25-14, 25-20, 25-21        |
| 15 aprile 2011, Ponce  | Leonas de Ponce    | 0 - 3 | Lancheras de Cataño  | 22-25, 23-25, 25-21, 18-25 |

###### Round 3
| 17 aprile 2011, Caguas   | Criollas de Caguas   | 3 - 0 | Lancheras de Cataño | 25-17, 25-14, 25-16        |
| 17 aprile 2011, Toa Baja | Llaneras de Toa Baja | 3 - 1 | Leonas de Ponce     | 25-17, 27-29, 25-23, 25-22 |

###### Round 4
| 19 aprile 2011, Toa Baja | Llaneras de Toa Baja | 0 - 3 | Criollas de Caguas | 21-25, 17-25, 19-25               |
| 19 aprile 2011, Cataño   | Lancheras de Cataño  | 2 - 3 | Leonas de Ponce    | 25-19, 22-25, 32-34, 25-20, 10-15 |

###### Round 5
| 21 aprile 2011, Cataño | Lancheras de Cataño | 1 - 3 | Criollas de Caguas   | 22-25, 16-25, 25-14, 16-25 |
| 21 aprile 2011, Ponce  | Leonas de Ponce     | 1 - 3 | Llaneras de Toa Baja | 25-23, 20-25, 21-25, 17-25 |

###### Round 6
| 4 maggio 2011, Caguas   | Criollas de Caguas   | 3 - 0 | Leonas de Ponce     | 25-20, 25-15, 25-19 |
| 4 maggio 2011, Toa Baja | Llaneras de Toa Baja | 3 - 0 | Lancheras de Cataño | 25-19, 25-19, 25-23 |

##### Classifica
| Pos. | Squadra              | Pt | G | V | P | SW | SL | Ratio  | PF  | PS  | Ratio |
| ---- | -------------------- | -- | - | - | - | -- | -- | ------ | --- | --- | ----- |
| 1    | Criollas de Caguas   | 12 | 6 | 6 | 0 | 18 | 1  | 18.000 | 464 | 345 | 1.345 |
| 2    | Llaneras de Toa Baja | 10 | 6 | 4 | 2 | 12 | 10 | 1.200  | 497 | 490 | 1.014 |
| 3    | Lancheras de Cataño  | 7  | 6 | 1 | 5 | 8  | 16 | 0.500  | 502 | 550 | 0.913 |
| 4    | Leonas de Ponce      | 7  | 6 | 1 | 5 | 6  | 17 | 0.353  | 482 | 560 | 0.861 |

#### Semifinali e finale
|  | Semifinali           | Semifinali           | Semifinali           | Semifinali           | Semifinali           | Semifinali | Semifinali | Semifinali | Semifinali |  |  | Finale             | Finale             | Finale             | Finale             | Finale             | Finale | Finale | Finale | Finale |  |
|  |                      |                      |                      |                      |                      |            |            |            |            |  |  |                    |                    |                    |                    |                    |        |        |        |        |  |
|  | Criollas de Caguas   | Criollas de Caguas   | Criollas de Caguas   | Criollas de Caguas   | Criollas de Caguas   | 3          | 3          | 3          | 3          |  |  |                    |                    |                    |                    |                    |        |        |        |        |  |
|  | Indias de Mayagüez   | Indias de Mayagüez   | Indias de Mayagüez   | Indias de Mayagüez   | Indias de Mayagüez   | 0          | 0          | 1          | 2          |  |  | Criollas de Caguas | Criollas de Caguas | Criollas de Caguas | Criollas de Caguas | Criollas de Caguas | 3      | 3      | 3      | 3      |  |
|  | Mets de Guaynabo     | Mets de Guaynabo     | Mets de Guaynabo     | Mets de Guaynabo     | Mets de Guaynabo     | 3          | 3          | 3          | 3          |  |  | Mets de Guaynabo   | Mets de Guaynabo   | Mets de Guaynabo   | Mets de Guaynabo   | Mets de Guaynabo   | 0      | 2      | 0      | 0      |  |
|  | Llaneras de Toa Baja | Llaneras de Toa Baja | Llaneras de Toa Baja | Llaneras de Toa Baja | Llaneras de Toa Baja | 1          | 2          | 0          | 2          |  |  |                    |                    |                    |                    |                    |        |        |        |        |  |

##### Semifinali

###### Gara 1
| 28 aprile 2011, Guaynabo | Mets de Guaynabo   | 3 - 1 | Llaneras de Toa Baja | 22-25, 25-20, 25-16, 25-16 |
| 29 aprile 2011, Caguas   | Criollas de Caguas | 3 - 0 | Indias de Mayagüez   | 25-21, 25-22, 25-20        |

###### Gara 2
| 30 aprile 2011, Toa Baja | Llaneras de Toa Baja | 2 - 3 | Mets de Guaynabo   | 25-22, 25-23, 19-25, 25-27, 8-15 |
| 30 aprile 2011, Mayagüez | Indias de Mayagüez   | 0 - 3 | Criollas de Caguas | 16-25, 25-27, 25-27              |

###### Gara 3
| 2 maggio 2011, Guaynabo | Mets de Guaynabo   | 3 - 0 | Llaneras de Toa Baja | 25-17, 25-22, 26-24        |
| 3 maggio 2011, Caguas   | Criollas de Caguas | 3 - 1 | Indias de Mayagüez   | 25-19, 25-17, 25-27, 27-25 |

###### Gara 4
| 4 maggio 2011, Toa Baja | Llaneras de Toa Baja | 2 - 3 | Mets de Guaynabo   | 15-25, 26-24, 23-25, 25-23, 11-15 |
| 4 maggio 2011, Mayagüez | Indias de Mayagüez   | 2 - 3 | Criollas de Caguas | 19-25, 25-17, 25-19, 16-25, 9-15  |

##### Finale

###### Gara 1
| 8 maggio 2011, Caguas | Criollas de Caguas | 3 - 0 | Mets de Guaynabo | 25-19, 25-14, 25-18 |

###### Gara 2
| 10 maggio 2011, Guaynabo | Mets de Guaynabo | 2 - 3 | Criollas de Caguas | 25-21, 16-25, 18-25, 25-20, 13-25 |

###### Gara 3
| 12 maggio 2011, Guaynabo | Mets de Guaynabo | 0 - 3 | Criollas de Caguas | 17-25, 26-28, 20-25 |

###### Gara 4
| 14 maggio 2011, Caguas | Criollas de Caguas | 3 - 1 | Mets de Guaynabo | 25-22, 25-22, 25-23 |

## Classifica finale
| Pos | Squadra               |
| --- | --------------------- |
| 1   | Criollas de Caguas    |
| 2   | Mets de Guaynabo      |
| 3   | Indias de Mayagüez    |
| 4   | Llaneras de Toa Baja  |
| 5   | Lancheras de Cataño   |
| 6   | Pinkin de Corozal     |
| 7   | Vaqueras de Bayamón   |
| 8   | Leonas de Ponce       |
| 9   | Valencianas de Juncos |
| 10  | Gigantes de Carolina  |

## Premi individuali
| Premio                 | Giocatrice          | Squadra              |
| ---------------------- | ------------------- | -------------------- |
| Miglior realizzatrice  | Bethania de la Cruz | Criollas de Caguas   |
| Miglior attaccante     | Stacey Gordon       | Criollas de Caguas   |
| Miglior muro           | Brittnee Cooper     | Llaneras de Toa Baja |
| Miglior servizio       | Bethania de la Cruz | Criollas de Caguas   |
| Miglior palleggiatrice | Mariana Thon        | Vaqueras de Bayamón  |
| Miglior difesa         | Brenda Castillo     | Criollas de Caguas   |
| Miglior ricezione      | Shara Venegas       | Llaneras de Toa Baja |
| Miglior libero         | Brenda Castillo     | Criollas de Caguas   |

| Premio                   | Giocatrice          | Squadra             |
| ------------------------ | ------------------- | ------------------- |
| MVP della Regular Season | Bethania de la Cruz | Criollas de Caguas  |
| MVP delle finali         | Stephanie Enright   | Criollas de Caguas  |
| Miglior palleggiatrice   | Mariana Thon        | Vaqueras de Bayamón |
| Rising star              | Stephanie Enright   | Criollas de Caguas  |
| Miglior esordiente       | Mariana Thon        | Vaqueras de Bayamón |
| Miglior allenatore       | Javier Gaspar       | Mets de Guaynabo    |
| Miglior presidente       | Francisco Ramos     | Criollas de Caguas  |

## Statistiche
| Punti totali | Punti totali        | Punti totali | Punti totali          |
| Pos.         | Nome                | Punti        | Squadra               |
| ------------ | ------------------- | ------------ | --------------------- |
| 1            | Bethania de la Cruz | 392          | Criollas de Caguas    |
| 2            | Callie Rivers       | 370          | Leonas de Ponce       |
| 3            | Erin Moore          | 364          | Vaqueras de Bayamón   |
| 4            | Katie Dull          | 363          | Llaneras de Toa Baja  |
| 5            | Stacey Gordon       | 356          | Criollas de Caguas    |
| 6            | Tiffany Owens       | 355          | Valencianas de Juncos |
| 7            | Vanessa Vélez       | 355          | Pinkin de Corozal     |
| 8            | Tatiana Encarnación | 342          | Gigantes de Carolina  |
| 9            | Juliana Paz         | 338          | Mets de Guaynabo      |
| 10           | Sherisa Livingston  | 337          | Gigantes de Carolina  |

| Attacchi vincenti | Attacchi vincenti   | Attacchi vincenti | Attacchi vincenti     |
| Pos.              | Nome                | Punti             | Squadra               |
| ----------------- | ------------------- | ----------------- | --------------------- |
| 1                 | Stacey Gordon       | 327               | Criollas de Caguas    |
| 2                 | Tiffany Owens       | 326               | Valencianas de Juncos |
| 3                 | Vanessa Vélez       | 322               | Pinkin de Corozal     |
| 4                 | Erin Moore          | 320               | Vaqueras de Bayamón   |
| 5                 | Callie Rivers       | 318               | Leonas de Ponce       |
| 6                 | Sherisa Livingston  | 312               | Gigantes de Carolina  |
| 7                 | Bethania de la Cruz | 311               | Criollas de Caguas    |
| 8                 | Tatiana Encarnación | 310               | Gigantes de Carolina  |
| 9                 | Katie Dull          | 290               | Llaneras de Toa Baja  |
| 10                | Dahiana Burgos      | 282               | Indias de Mayagüez    |

| Muri vincenti | Muri vincenti      | Muri vincenti | Muri vincenti        |
| Pos.          | Nome               | Punti         | Squadra              |
| ------------- | ------------------ | ------------- | -------------------- |
| 1             | Brittnee Cooper    | 83            | Llaneras de Toa Baja |
| 2             | Yasary Castrodad   | 82            | Llaneras de Toa Baja |
| 3             | Jennifer Doris     | 74            | Gigantes de Carolina |
| 4             | Dulce Téllez       | 72            | Mets de Guaynabo     |
| 4             | Lindsay Fletemier  | 66            | Leonas de Ponce      |
| 6             | Jessica Swarbrick  | 64            | Mets de Guaynabo     |
| 7             | Shannon Torregrosa | 61            | Lancheras de Cataño  |
| 8             | Katie Dull         | 60            | Llaneras de Toa Baja |
| 9             | Jessica Candelario | 57            | Pinkin de Corozal    |
| 10            | Diana Reyes        | 53            | Criollas de Caguas   |

| Battute vincenti | Battute vincenti    | Battute vincenti | Battute vincenti     |
| Pos.             | Nome                | Punti            | Squadra              |
| ---------------- | ------------------- | ---------------- | -------------------- |
| 1                | Bethania de la Cruz | 57               | Criollas de Caguas   |
| 2                | Stephanie Enright   | 38               | Criollas de Caguas   |
| 3                | Stephanie Niemer    | 37               | Indias de Mayagüez   |
| 4                | Ania Ruiz           | 32               | Lancheras de Cataño  |
| 5                | Daly Santana        | 28               | Llaneras de Toa Baja |
| 6                | Sidarka Núñez       | 24               | Indias de Mayagüez   |
| 7                | Juliana Paz         | 24               | Mets de Guaynabo     |
| 8                | Shannon Torregrosa  | 24               | Lancheras de Cataño  |
| 9                | Dahiana Burgos      | 23               | Indias de Mayagüez   |
| 10               | Mariana Thon        | 22               | Vaqueras de Bayamón  |

| Ricezioni perfette | Ricezioni perfette  | Ricezioni perfette | Ricezioni perfette   |
| Pos.               | Nome                | Punti              | Squadra              |
| ------------------ | ------------------- | ------------------ | -------------------- |
| 1                  | Shara Venegas       | 302                | Llaneras de Toa Baja |
| 2                  | Debora Seilhamer    | 352                | Indias de Mayagüez   |
| 3                  | Bianca Rivera       | 295                | Vaqueras de Bayamón  |
| 4                  | Tatiana Encarnación | 291                | Gigantes de Carolina |
| 5                  | Stacey Gordon       | 285                | Criollas de Caguas   |
| 6                  | Callie Rivers       | 285                | Leonas de Ponce      |
| 7                  | Xaimara Colón       | 277                | Gigantes de Carolina |
| 8                  | Erin Moore          | 267                | Vaqueras de Bayamón  |
| 9                  | Cindy Bernacett     | 264                | Lancheras de Cataño  |
| 10                 | Brenda Castillo     | 264                | Criollas de Caguas   |

| Difese perfette | Difese perfette  | Difese perfette | Difese perfette       |
| Pos.            | Nome             | Punti           | Squadra               |
| --------------- | ---------------- | --------------- | --------------------- |
| 1               | Brenda Castillo  | 486             | Criollas de Caguas    |
| 2               | Debora Seilhamer | 481             | Indias de Mayagüez    |
| 3               | Pamela Cartagena | 4511            | Pinkin de Corozal     |
| 4               | Xaimara Colón    | 441             | Gigantes de Carolina  |
| 5               | Bianca Rivera    | 436             | Vaqueras de Bayamón   |
| 6               | Shara Venegas    | 375             | Llaneras de Toa Baja  |
| 7               | Tiffany Owens    | 325             | Valencianas de Juncos |
| 8               | Nayka Benítez    | 320             | Mets de Guaynabo      |
| 9               | Willyaris Flores | 319             | Leonas de Ponce       |
| 10              | Cindy Bernacett  | 318             | Lancheras de Cataño   |

| Assist vincenti | Assist vincenti   | Assist vincenti | Assist vincenti       |
| Pos.            | Nome              | Punti           | Squadra               |
| --------------- | ----------------- | --------------- | --------------------- |
| 1               | Mariana Thon      | 375             | Vaqueras de Bayamón   |
| 2               | Jessica Nyrop     | 307             | Mets de Guaynabo      |
| 3               | Glorimar Ortega   | 287             | Criollas de Caguas    |
| 4               | Rachel Hartman    | 258             | Lancheras de Cataño   |
| 5               | Lindsey Hunter    | 245             | Valencianas de Juncos |
| 6               | Michelle Cardona  | 221             | Indias de Mayagüez    |
| 7               | Yeimily Mojica    | 205             | Llaneras de Toa Baja  |
| 8               | Natalia Valentín  | 173             | Leonas de Ponce       |
| 9               | Crystal Matich    | 168             | Pinkin de Corozal     |
| 10              | Madeline González | 116             | Gigantes de Carolina  |

| Rendimento liberi | Rendimento liberi | Rendimento liberi | Rendimento liberi     |
| Pos.              | Nome              | Ratio             | Squadra               |
| ----------------- | ----------------- | ----------------- | --------------------- |
| 1                 | Brenda Castillo   | 10.46             | Criollas de Caguas    |
| 2                 | Debora Seilhamer  | 9.57              | Indias de Mayagüez    |
| 3                 | Bianca Rivera     | 9.02              | Vaqueras de Bayamón   |
| 4                 | Willyaris Flores  | 8.70              | Leonas de Ponce       |
| 5                 | Cindy Bernacett   | 8.69              | Lancheras de Cataño   |
| 6                 | Pamela Cartagena  | 8.39              | Pinkin de Corozal     |
| 7                 | Xaimara Colón     | 8.25              | Gigantes de Carolina  |
| 8                 | Shara Venegas     | 8.25              | Llaneras de Toa Baja  |
| 9                 | Nayka Benítez     | 8.11              | Mets de Guaynabo      |
| 10                | Chantal Morales   | 7.65              | Valencianas de Juncos |